# Nils Gran
Nils Gran, född 1721 i Lycksele församling, död 2 april 1774 i Jukkasjärvi församling, var en svensk präst.
Nils Gran var son till kyrkoherden Olof Gran, som först hade tjänst i Lycksele och sedan i Nederkalix, och Elsa Hernodius. Han blev student vid Uppsala universitet 1748 och ägnade sig först åt juridiska studier men övergick sedan till teologi. Han prästvigdes och blev 1757 sin fars adjunkt i Nederkalix. År 1760 förordnades han att biträda skolmästaren i Jukkasjärvi och året därpå blev han ordinarie skolmästare. Eftersom han var kunnig i samiska utnämndes han 1762 till kyrkoherde i Jukkasjärvi, särskilt som han skriftligt hade lovat att förkovra sig i finska språket.
Han var gift med Barbro Margareta Turdfjӕll, som var dotter till kaptenen Jacob Turdfjæll den äldre och som gifte om sig med komminister Nils Wiklund. Nils Gran var bror till prosten Theophilus Gran.